# Кристина Фельдман
Кристина Фельдман (пол. Krystyna Feldman; *1 березня 1916, Львів — †24 січня 2007, Познань) — польська акторка театру та кіно.

## Життєпис
Випусниця Державного театрального інституту в Варшаві. Дебютувала у 1937 році у Львівському міському театрі. Після заняття міста радянськими військами у 1944 році виконувала чоловічу роль Сташка у «Весіллі» Виспяньського (реж. А. Бардіні). Виступала також на театральних сценах Лодзі, Ополя, Познані, Кракова та спектаклях Театру польського телебачення.
Дебютувала в кіно у Єжи Кавалеровича (Целюлоза, 1953). Грала ролі другого та третього плану, серед яких — працівниця кінологічного товариства у фільмі Яна Баторія «Ліки від кохання» і вчителька співів у фільмі Януша Насфетера «Абель, твій брат». Стала відома після виконання ролі тітки героя у фільмі Радослава Пивоварського «Yesterday» (1984). Але найпопулярнішою вона стала тільки після виконання ролі бабусі в комедії Окіла Хамідова «Świat według Kiepskich» (1999–2005).
Єдину свою роль першого плану Фельдман зіграла в 2004 році, причому роль була чоловіча: у фільмі Кшиштофа Краузе «Мій Никифор» (пол. «Mój Nikifor») зіграла підкарпатського художника Никифора Криницького. За цю роль була нагороджена на фестивалях Польщі та 7 інших країн світу.
Під час війни була членом Армії крайової (зв'язкова). Нагороджена Командорським Хрестом Ордена відродження Польщі («Polonia Restituta», 2005).